# ويليام دنيس
ويليام دنيس (بالإنجليزية: William Dennis)‏ هو صحفي وسياسي كندي، ولد في 4 مارس 1856 بكورنوال في المملكة المتحدة، وتوفي في 11 يوليو 1920 ببوسطن في الولايات المتحدة. انتخب عضو مجلس الشيوخ الكندي.